# Сан-Мауро-Пасколи
Сан-Мауро-Пасколи (итал. San Mauro Pascoli) — город в Италии, располагается в регионе Эмилия-Романья, подчиняется административному центру Форли-Чезена.
До 1932 года город назывался Сан-Мауро-ди-Романья (итал. San Mauro di Romagna), переименован в честь знаменитого уроженца города — поэта Джованни Пасколи.
Население составляет 11 794 человека, плотность населения составляет 555 чел./км². Занимает площадь 17 км². Почтовый индекс — 47030. Телефонный код — 0541.
Покровителем населённого пункта считается святой Криспин. Праздник ежегодно празднуется 25 октября.

## Города-побратимы
- Моэна, Италия
- Теджано, Италия, с 1971 г.
- Клуж-Напока, Румыния, с 1996 г.
- Наумбург, Германия, с 2001 г.
- Пинск, Белоруссия, с 2002 г.